# Virginia Leith
Virginia Leith (Cleveland, Ohio, 1925. október 15. – Palm Springs, Kalifornia, 2019. november 4.) amerikai színésznő.

## Filmográfia

### Film
| Év   | Magyar cím      | Eredeti cím                 | Szerep          | Megjegyzések               |
| ---- | --------------- | --------------------------- | --------------- | -------------------------- |
| 1953 | Félelem és vágy | Fear and Desire             | fiatal lány     |                            |
| 1953 |                 | Here Come the Girls         | lány a kórusban | stáblistán nem szerepel    |
| 1954 |                 | Black Widow                 | Claire Amberly  |                            |
| 1955 | Fehér toll      | White Feather               | Ann Magruder    |                            |
| 1955 |                 | Violent Saturday            | Linda Sherman   |                            |
| 1956 |                 | On the Threshold of Space   | Pat Lange       |                            |
| 1956 | Halálcsók       | A Kiss Before Dying         | Ellen Kingship  | magyar hangja: Orosz Helga |
| 1956 |                 | Toward the Unknown          | Connie Mitchell |                            |
| 1958 |                 | Sing Boy Sing               | légiutas-kísérő | stáblistán nem szerepel    |
| 1962 |                 | The Brain That Wouldn't Die | Jan Compton     |                            |
| 1977 |                 | First Love                  | Mrs. March      | stáblistán nem szerepel    |

### Televízió
| Év   | Cím                                      | Szerep            | Megjegyzések           |
| ---- | ---------------------------------------- | ----------------- | ---------------------- |
| 1956 | The 20th Century-Fox Hour                | Irene Bennett     | 1 epizód               |
| 1958 | Jane Wyman Presents The Fireside Theatre | Barbara           | 1 epizód               |
| 1958 | The Millionaire                          | Lil Harrigan      | 1 epizód               |
| 1959 | Alcoa Presents: One Step Beyond          | Sally Conroy      | 1 epizód               |
| 1960 | Tales of the Vikings                     | Gertrude          | 1 epizód               |
| 1960 | Moment of Fear                           | ismeretlen szerep | 1 epizód               |
| 1961 | Great Ghost Tales                        | ismeretlen szerep | 1 epizód               |
| 1977 | Baretta                                  | Sally Locker      | 1 epizód               |
| 1977 | Starsky és Hutch (Starsky & Hutch)       | Margaret Blaine   | 1 epizód               |
| 1977 | Barnaby Jones                            | Mrs. Wilson       | 1 epizód               |
| 1977 | Police Woman                             | Miss Dugan        | 1 epizód               |
| 1978 | Battered                                 | Dr. Woodmore      | tévéfilm               |
| 1978 | The Next Step Beyond                     | Mrs. Whittaker    | 1 epizód               |
| 1979 | The White Shadow                         | tanárnő           | 1 epizód               |
| 1980 | Condominium                              | Carolyn Garver    | minisorozat (2 epizód) |